# نوروز ۷۷
نوروز ۷۷ یک مجموعه تلویزیونی محصول سال ۱۳۷۶ به کارگردانی مهران مدیری، نویسندگی مهران مدیری، نیما فلاح، سروش صحت، رامین ناصر نصیر و تهیه‌کنندگی محمد احسانی و محمد طالبی کاشانی می‌باشد که در نوروز ۱۳۷۷ از شبکه یک پخش شد.

## بازیگران
- مختار سائقی
- جواد عابدی
- رامین ناصرنصیر
- امیر زریوند
- پیام حسینیان
- حسین نعمت‌الله
- حمید شریف‌نیا
- سوزان عزیزی
- طیبه ابراهیم
- عباس جنانی
- علی ابوالحسنی
- غلامرضا نیکخواه
- فرهاد پورگرجانی
- مهدی مصیبی
- مهران مدیری
- نسرین پیران
- نیما فلاح
- سروش صحت

## مجریان
- مازیار قاسمی‌گودرزی
- امیرهوشنگ کمالی‌فرد